# Anafema
Anafema (Анафема) è un film del 1960 diretto da Sergej Vasil'evič Gippius.